# 索莫沃农村居民点
索莫沃农村居民点（俄语：Сомовское сельское поселение）是俄罗斯联邦沃罗涅日州拉蒙区所属的一个农村居民点。其下辖有3个居民点，行政中心为索莫沃。据2016年统计，该农村居民点的人口为391人。